# Facebook Stories
Les Facebook Stories sont de courtes collections de photos ou de vidéos générées par l'utilisateur qui peuvent être publiées sur Facebook. Cette fonctionnalité a été intégrée au réseau social en mars 2017. Comme sur Snapchat, les utilisateurs peuvent ajouter à leurs photos et vidéos des filtres, des balises de géolocalisation visuelles ou des autocollants. Le contenu peut être diffusé publiquement sur l'application Facebook pendant 24 heures seulement ou peut être envoyé sous forme de message direct à un ou plusieurs contacts.

## Historique
Après les nombreuses tentatives infructueuses de cloner certaines fonctionnalités de Snapchat[Lesquelles ?], Facebook a testé en 2016 une fonctionnalité appelée Messenger Day, qui permet aux utilisateurs de publier des photos et des vidéos qui disparaissent après 24 heures.
Ce test a permis de développer les stories afin qu'elles deviennent en mars 2017 une fonctionnalité de l'application Facebook. D'abord accessible pour les profils individuels, en décembre 2017, les stories sont aussi accessible pour les pages d'organisations.

## Popularité et critique
Lorsque cette nouvelle fonctionnalité est lancée, certains[Qui ?] indiquent que les Facebook Stories sont impopulaires auprès des utilisateurs et que Facebook va au-devant d'un échec. Instagram, qui appartient à Facebook, a lancé ces stories en août 2016 et moins d'un an plus tard Instagram comptait 250 millions d'utilisateurs actifs publiant des stories[réf. nécessaire]. Mark Zuckerberg a déclaré : « Il est important de publier des produits que les gens connaissent bien, les Facebook Stories seront la première plateforme de réalité augmentée grand public ».